# Terborg
Terborg est un village situé dans la commune néerlandaise d'Oude IJsselstreek, dans la province de Gueldre. Le 1er janvier 2008, le village comptait 4 529 habitants.
La ville a une gare sur la ligne Arnhem - Winterswijk.